# Гальбайо, Маурицио

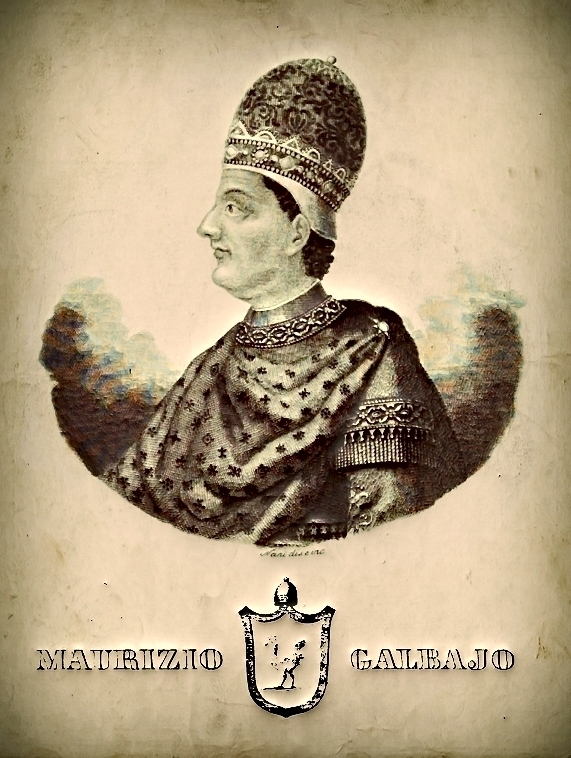
Маурицио Гальбайо

Маурицио Гальбайо (умер в 797) — 7-й венецианский дож (764—797).
Уроженец Ираклеи. В 775 году заложил церковь Сан-Пьетро ди Кастелло. В 778 году взял в соправители своего сына Джованни.
В 775 году он участвовал в основании епархии (диоцеза) Оливоло с центром в базилике Сан-Пьетро де Кастелло, находящейся в старейшем районе Венеции Кастелло - название которого происходит от располагавшегося там в древности военного поселения римских легионеров — каструма. Новая епархия, была полностью оторвана от церковных структур на материке и ориентировалась на правительство Венеции. Это решение было продиктовано тем, что старая высшая церковная служба в венецианском регионе - Архиепархия Градо, входящяя в структуру крупнейшего в Средневековье Аквилейского Патриархата, оказалась под полным контролем франков.
Продолжительное время правления Маурицио Гальбайо (дольше него правил Венецией только Франческо Фоскари) было периодом внутреннего мира и спокойствия. По мнению историков, Гальбайо был уравновешенным и справедливым правителем и сумел удержать Венецию от участия в бурных европейских событиях того времени: падение королевства лангобардов, первые военные успехи Карла Великого, возрастание политической роли римского папы, борьба Византии за свои колонии в Западной Европе.